# Марципан
 Тази статия е за бадемовия крем.  За заместителя на шоколад вижте Марципан (какаов продукт).  
Марципанът (на немски: Marzipan, на италиански: marzapane, на испански: mazapán) е сладкарско изделие от сурова марципанова маса и захар. Суровата марципанова маса се получава най-често от бланширани, обелени бадеми (по-рядко от шамфъстък), които се смилат със специални валяци до получаването на паста с фина структура. В следващата работна стъпка към бадемовата паста се прибавя пудра захар, като количеството е решаващо за качеството: колкото повече захар, толкова по-ниско качество. Стандартът не допуска количеството добавена захар да надвишава това на суровата марципанова маса (качество 50/50). След добавянето на захарта се получава гъста, стегната паста, податлива на оцветяване и моделиране в различни форми. Често се използва за плънка на сладкиши или за кулинарни украси.
Световноизвестни са любекският, кьонигсбергският и френският марципан.
Марципанът се приготвя по различни методи. Ситно раздробени бланширани бадеми и течен захарен сироп се смесват и загряват силно до получаването на гъста, лепкава маса. След като изстине, този марципан е по-фин, но почти без собствен вкус.

## История на марципана
Смес от бадеми и захар е била приготвяна още в древността.
Съвременният марципан се появява в Средиземноморието в началото на XI век. Предполага се, че наименованието му произлиза от италианското тесто marzapane, като една от версиите е, че то води началото си от арабското mauthaban.
Смята се, че поднесените през 1308 г. на папа Климент V различни плодове от марципан раждат традицията за създаване на фигурки. Дълго време марципанът е достояние само на висшите кръгове на обществото. Едва от XVIII век цените на захарта спадат и марципанът става достъпен за обикновените хора.
Бокачо го споменава в своя сборник с новели Декамерон (Ден трети / Разказ осми), където Ферондо нарича жена си „по-сладка от мед, по-вкусна от марципан!“

## Музеи на марципана
- В Австрия
  - във Виена[2]
- В Израел
  - в Кфар Тавор[3]
- В Унгария
  - в Печ – музеят е собственост на Карой Сабо, известен сред сънародниците си като Краля на марципана[4]
  - в Кестхей – музеят е собственост на Йеньо и Агнес Шимонфай (Jenő & Agnes Simonfai)[5]
  - в Сентендре – Музей на марципана[6]